# Waalre
Waalre (phát âmⓘ) là một đô thị và thị xã ở phía nam Hà Lan.

## Các trung tâm dân cư
Aalst, Achtereind, De Heuvel, Heikant, Loon, Timmereind và Waalre.
Waalre là một thị xã ở Bắc Brabant.